# Stefan Strandberg
Ken Remi Stefan Strandberg, född 25 juli 1990, är en norsk före detta fotbollsspelare (försvarare) som sist spelade för Vålerenga. I slutet av januari 2024 drabbades Strandberg av en blodpropp, som ledde till att han fick avsluta karriären.

## Klubbkarriär
Efter att ha spelat i två år för Mandalskameratene, skrev han i januari 2009 på för Vålerenga. Han hade tidigare varit på provspel i klubbar som Derby County, Portsmouth och Stuttgart. En del av säsongen 2009 var på lån i Bryne.
I december 2019 värvades Strandberg av Serie B-klubben Trapani. Han gjorde sin Serie B-debut den 16 december 2019 i en 3–1-förlust mot Pisa. Den 1 september 2020 blev Strandberg klar för en återkomst i ryska Ural.
Den 23 juli 2021 värvades Strandberg av Salernitana. Den 2 augusti 2022 blev Strandberg klar för en återkomst i Vålerenga, där han skrev på ett 2,5-årskontrakt.

## Karriärstatistik

### Klubblag
| Klubb              | Säsong             | Liga               | Liga    | Liga | Nationell cup | Nationell cup | Internationell cup | Internationell cup | Totalt  | Totalt |
| Klubb              | Säsong             | Division           | Matcher | Mål  | Matcher       | Mål           | Matcher            | Mål                | Matcher | Mål    |
| ------------------ | ------------------ | ------------------ | ------- | ---- | ------------- | ------------- | ------------------ | ------------------ | ------- | ------ |
| Mandalskameratene  | 2007               | Adeccoligaen       | 8       | 0    | 0             | 0             | —                  | —                  | 8       | 0      |
| Vålerenga          | 2009               | Tippeligaen        | 5       | 0    | 2             | 0             | —                  | —                  | 7       | 0      |
| Vålerenga          | 2010               | Tippeligaen        | 28      | 1    | 1             | 0             | —                  | —                  | 29      | 1      |
| Vålerenga          | 2011               | Tippeligaen        | 26      | 1    | 2             | 1             | 4                  | 0                  | 32      | 2      |
| Vålerenga          | Totalt             | Totalt             | 59      | 2    | 5             | 1             | 4                  | 0                  | 68      | 3      |
| Bryne (lån)        | 2009               | Adeccoligaen       | 4       | 0    | 0             | 0             | —                  | —                  | 4       | 0      |
| Rosenborg          | 2012               | Tippeligaen        | 23      | 2    | 3             | 1             | 10                 | 0                  | 36      | 3      |
| Rosenborg          | 2013               | Tippeligaen        | 23      | 1    | 6             | 0             | 2                  | 0                  | 31      | 1      |
| Rosenborg          | 2014               | Tippeligaen        | 20      | 1    | 2             | 0             | 5                  | 0                  | 27      | 1      |
| Rosenborg          | 2015               | Tippeligaen        | 13      | 0    | 2             | 0             | —                  | —                  | 15      | 0      |
| Rosenborg          | Totalt             | Totalt             | 79      | 4    | 13            | 1             | 17                 | 0                  | 109     | 5      |
| Krasnodar          | 2015/2016          | Premjer-Liga       | 15      | 0    | 0             | 0             | 8                  | 0                  | 23      | 0      |
| Krasnodar          | 2016/2017          | Premjer-Liga       | 1       | 0    | 0             | 0             | 2                  | 0                  | 3       | 0      |
| Krasnodar          | 2017/2018          | Premjer-Liga       | 0       | 0    | 0             | 0             | —                  | —                  | 0       | 0      |
| Krasnodar          | Totalt             | Totalt             | 16      | 0    | 0             | 0             | 10                 | 0                  | 26      | 0      |
| Hannover 96 (lån)  | 2016/2017          | 2. Bundesliga      | 12      | 0    | 1             | 0             | —                  | —                  | 13      | 0      |
| Ural (lån)         | 2018/2019          | Premjer-Liga       | 10      | 0    | 3             | 0             | —                  | —                  | 13      | 0      |
| Trapani            | 2019/2020          | Serie B            | 12      | 0    | 0             | 0             | —                  | —                  | 12      | 0      |
| Ural               | 2020/2021          | Premjer-Liga       | 17      | 1    | 1             | 0             | —                  | —                  | 18      | 1      |
| Salernitana        | 2021/2022          | Serie A            | 11      | 0    | 1             | 0             | —                  | —                  | 12      | 0      |
| Vålerenga          | 2022               | Eliteserien        | 4       | 1    | 0             | 0             | —                  | —                  | 4       | 1      |
| Totalt i karriären | Totalt i karriären | Totalt i karriären | 232     | 8    | 24            | 2             | 31                 | 0                  | 287     | 10     |

### Landslag
| Landslag | År     | Matcher | Mål |
| -------- | ------ | ------- | --- |
| Norge    | 2013   | 1       | 0   |
| Norge    | 2014   | 2       | 0   |
| Norge    | 2015   | 1       | 0   |
| Norge    | 2016   | 6       | 0   |
| Norge    | 2017   | 0       | 0   |
| Norge    | 2018   | 0       | 0   |
| Norge    | 2019   | 0       | 0   |
| Norge    | 2020   | 3       | 0   |
| Norge    | 2021   | 10      | 1   |
| Norge    | 2022   | 4       | 0   |
| Norge    | Totalt | 27      | 1   |

### Landslagsmål
| Nr | Datum       | Arena                       | Motståndare | Mål | Resultat | Tävling       |
| -- | ----------- | --------------------------- | ----------- | --- | -------- | ------------- |
| 1. | 6 juni 2021 | La Rosaleda Stadium, Malaga | Grekland    | 1–2 | 1–2      | Träningsmatch |